# Condado de Belmont
El condado de Belmont es uno de los 88 condados del estado estadounidense de Ohio. La sede del condado es St. Clairsville, al igual que su mayor ciudad. El condado tiene un área de 1.402 km² (de los cuales 10 km² están cubiertos por agua) y una población de 70.226 habitantes, con una densidad de población de 50 hab/km² (según el censo nacional de 2000). Este condado fue fundado el 1 de septiembre de 1881.

## Demografía
Para el censo de 2000, había 70.226 personas, 28.309 cabezas de familia, y XXX familias residiendo en el condado. La densidad de población era de XXX habitantes por milla cuadrada.
La composición racial del condado era:
- 94,98% blancos
- 3,64% negros o negros americanos
- 0,14% nativos americanos
- 0,30% asiáticos
- 0,02% isleños
- 0,16% otras razas
- 0,77% de dos o más razas.

Había 28.309 cabezas de familia, de las cuales el 28,30% tenían menores de 18 años viviendo con ellas, el 53,10% eran parejas casadas viviendo juntas, el 11,20% eran mujeres cabeza de familia monoparental (sin cónyuge), y 32,00% no eran familias.
El tamaño promedio de una familia era de 2,90 miembros.
En el condado el XXX de la población tenía menos de 18 años, el 7,70% tenía de 18 a 24 años, el 27,40% tenía de 25 a 44, el 24,90% de 45 a 64, y el XXX eran mayores de 65 años. La edad promedio era de XXX años. Por cada 100 mujeres había XXX hombres. Por cada 100 mujeres mayores de 18 años había XXX hombres.

## Economía
Los ingresos medios de una cabeza de familia del condado eran de USD $29.714 y el ingreso medio familiar era de $37.538. Los hombres tenían unos ingresos medios de $31.211 frente a $19.890 de las mujeres. El ingreso per cápita del condado era de XXX. El XXX de las familias y el 14,60% de la población estaban debajo de la línea de pobreza. Del total de gente en esta situación, 20,40% tenían menos de 18 y el 9,80% tenían 65 años o más.